# Episodi di Tarzan (serie televisiva 1966) (seconda stagione)
La seconda stagione della serie televisiva Tarzan è andata in onda negli Stati Uniti dal 15 settembre 1967 al 5 aprile 1968 sulla NBC.
| nº | Titolo originale             | Prima TV USA      | Titolo italiano                | Prima TV Italia |
| -- | ---------------------------- | ----------------- | ------------------------------ | --------------- |
| 1  | Tiger, Tiger                 | 15 settembre 1967 |                                |                 |
| 2  | Voice of the Elephant        | 22 settembre 1967 | Trappola per elefanti          |                 |
| 3  | Thief Catcher                | 29 settembre 1967 |                                |                 |
| 4  | The Blue Stone of Heaven (1) | 6 ottobre 1967    |                                |                 |
| 5  | The Blue Stone of Heaven (2) | 13 ottobre 1967   |                                |                 |
| 6  | Curse of the Mugumba Tree    | 20 ottobre 1967   |                                |                 |
| 7  | The Fanatics                 | 27 ottobre 1967   |                                |                 |
| 8  | Last of the Supermen         | 3 novembre 1967   | L'ultimo dei super-uomini      |                 |
| 9  | Hotel Hurricane              | 10 novembre 1967  |                                |                 |
| 10 | The Pride of a Lioness       | 17 novembre 1967  |                                |                 |
| 11 | Mountains of the Moon (1)    | 24 novembre 1967  | Montagne della luna - 1ª Parte |                 |
| 12 | Mountains of the Moon (2)    | 1º dicembre 1967  | Montagne della luna - 2ª Parte |                 |
| 13 | Jai's Amnesia                | 15 dicembre 1967  |                                |                 |
| 14 | Creeping Giants              | 29 dicembre 1967  | I giganti striscianti          |                 |
| 15 | The Professional             | 5 gennaio 1968    |                                |                 |
| 16 | The Convert                  | 12 gennaio 1968   |                                |                 |
| 17 | King of the Dwasari          | 26 gennaio 1968   |                                |                 |
| 18 | A Gun for Jai                | 2 febbraio 1968   |                                |                 |
| 19 | Trek to Terror               | 9 febbraio 1968   |                                |                 |
| 20 | End of a Challenge           | 16 febbraio 1968  | La fine della sfida            |                 |
| 21 | Jungle Ransom                | 23 febbraio 1968  |                                |                 |
| 22 | Four O'Clock Army (1)        | 1º marzo 1968     |                                |                 |
| 23 | Four O'Clock Army (2)        | 8 marzo 1968      |                                |                 |
| 24 | Rendezvous for Revenge       | 15 marzo 1968     |                                |                 |
| 25 | Alex the Great               | 22 marzo 1968     |                                |                 |
| 26 | Trina                        | 5 aprile 1968     |                                |                 |

## Tiger, Tiger
- Prima televisiva: 15 settembre 1967
- Diretto da: Harmon Jones
- Scritto da: Jackson Gillis

### Trama
- Guest star: Michael Pate (Findley), James Whitmore (Cliff Stockwell), Anne Jeffreys (Melody Stockwell), Oscar Beregi, Jr. (Devereaux), Howard Morton (commissario)

## Voice of the Elephant
- Prima televisiva: 22 settembre 1967
- Diretto da: Harmon Jones
- Scritto da: Terence Maples, Al Martin

### Trama
- Guest star: Percy Rodriguez (Matsui), John Doucette (Arthur Brady), Maurice Marsac (Majordomo), Rockne Tarkington (Ramahit), Robert McDougal (John Hendricks), Frederick O'Neal (portavoce), Murray Matheson (giudice)

## Thief Catcher
- Prima televisiva: 29 settembre 1967
- Diretto da: James Komack
- Scritto da: Edmund Morris

### Trama
- Guest star: Don Mitchell (N'Duma), Yaphet Kotto (Kesho), Virgil Richardson (Yaga), Johnny Haymer (Dawkins), George Kennedy (Crandall), Chuck Wood (caposquadra)

## The Blue Stone of Heaven (1)
- Prima televisiva: 6 ottobre 1967
- Diretto da: William Witney
- Scritto da: Jackson Gillis

### Trama
- Guest star: Sam Jaffe (dottor Singleton), Ulla Stromstedt (Mary), William Marshall (Tatakombi), Chuck Wood (sergente), Lloyd Haynes (Matto), Jason Evers (Ramon), Harry Lauter (Miller)

## The Blue Stone of Heaven (2)
- Prima televisiva: 13 ottobre 1967
- Diretto da: William Witney
- Scritto da: Jackson Gillis

### Trama
- Guest star: Sam Jaffe (dottor Singleton), Ulla Stromstedt (Mary), William Marshall (Tatakombi), Chuck Wood (sergente), Lloyd Haynes (Matto), Jason Evers (Ramon), Harry Lauter (Miller)

## Curse of the Mugumba Tree
- Prima televisiva: 20 ottobre 1967
- Diretto da: Alex Nicol
- Scritto da: Carey Wilber

### Trama
- Guest star: Sydney Charles McCoy (Daniel Buto), Stim Seager (Pete McVeigh), Michael St. Clair (Mike Purdy), Barbara Luna (Frankie McVeigh), Simon Oakland (Burnett)

## The Fanatics
- Prima televisiva: 27 ottobre 1967
- Diretto da: William Witney
- Scritto da: Lee Loeb

### Trama
- Guest star: Don Marshall (Kimini), William Smithers (Brooks), George Murdock (Eric), Diana Hyland (Diana Russell), Chuck Wood (Bombi)

## Last of the Supermen
- Prima televisiva: 3 novembre 1967
- Diretto da: Gerald Mayer
- Scritto da: S. S. Schweitzer

### Trama
- Guest star: Ben Wright (Arthur Stever), Antoinette Bower (Helga), Michael Burns (Helmut Stever), William Wintersole (Kurt), Angelo Di Steffano (commissario), John Madison (Faris), Alf Kjellin (Von Wolvner), Virgil Richardson (leader)

## Hotel Hurricane
- Prima televisiva: 10 novembre 1967
- Diretto da: Ron Ely
- Scritto da: Jackson Gillis

### Trama
- Guest star: Donnelly Rhodes (Hank), Seamon Glass (Freddie), Bert Freed (Bonacci), Jean Hale (Lora), Michael Tolan (John Turner)

## The Pride of a Lioness
- Prima televisiva: 17 novembre 1967
- Diretto da: Barry Shear
- Scritto da: William Driskill, Jerry Adelman

### Trama
- Guest star: John McLiam (Harrington), Davis Roberts (Kanzuma), James MacArthur (dottor Richard Wilson), Helen Hayes (Mrs. Wilson), Geoffrey Holder (Zwengi)

## Mountains of the Moon (1)
- Prima televisiva: 24 novembre 1967
- Diretto da: Harmon Jones
- Scritto da: Jackson Gillis

### Trama
- Guest star: William Marshall (Likui), Harry Lauter (Whitehead), Jorge Hernandez (sergente), Jayne Massey (Flo), Johnny Jensen (Hank), Kay Fernandez (Zuayva), Victor Eberj (Esau), Rockne Tarkington (giovane capo), Strother Martin (O'Keefe), Ethel Merman (Rosanna McCloud), Perry Lopez (Chigger), Harry Townes (capitano Bates)

## Mountains of the Moon (2)
- Prima televisiva: 1º dicembre 1967
- Diretto da: Harmon Jones
- Scritto da: Jackson Gillis

### Trama
- Guest star: Jayne Massey (Flo), Perry Lopez (Chigger), Harry Lauter (Whitehead), William Marshall (Likui), Jorge Hernandez (sergente), Kay Fernandez (Zuayva), Victor Eberj (Esau), Ethel Merman (Rosanna McCloud)

## Jai's Amnesia
- Prima televisiva: 15 dicembre 1967
- Diretto da: Harmon Jones
- Scritto da: Jerry Adelman, William Driskill

### Trama
- Guest star: John Anderson (Molson), Hal Baylor (Lee), John Crawford (capitano), John Dehner (J.C. Crosby)

## Creeping Giants
- Prima televisiva: 29 dicembre 1967
- Diretto da: Alex Nicol
- Scritto da: Donn Mullally

### Trama
- Guest star: Robert J. Wilke (Colin Yaeger), Raymond St. Jacques (Wilson), Will Kuluva (Miguel Jimenez Brown), Randolph Sealey (nativo), Mario Valdez (Richard Parris), Joel Fluellen (Lwutumba)

## The Professional
- Prima televisiva: 5 gennaio 1968
- Diretto da: Alex Nicol
- Scritto da: Jerry Adelman, William Driskill

### Trama
- Guest star: Pat Conway (colonnello Stone), Clarence Williams III (Sorda), Karl Swenson (governatore generale), Anthony Costello (sergente), Jack Colvin (Governatore Militare)

## The Convert
- Prima televisiva: 12 gennaio 1968
- Diretto da: Harmon Jones
- Scritto da: Jo Pagano

### Trama
- Guest star: Mary Wilson (Sorella Mary), Leonard O. Smith (Batu), James Earl Jones (Nerlan), Diana Ross (Sorella Theresa), Cindy Birdsong (Sorella Ann), Claude Casey (Bleeker), Malachi Throne (Larson)

## King of the Dwasari
- Prima televisiva: 26 gennaio 1968
- Diretto da: William Witney
- Scritto da: Richard Shapiro, Esther Shapiro

### Trama
- Guest star: Roy Jenson (Hooper), Robert Loggia (Brown), Judy Pace (Abena), Ken Renard (Umbura), Ernie Terrell (Zwaka), Morgan Woodward (Blaine)

## A Gun for Jai
- Prima televisiva: 2 febbraio 1968
- Diretto da: E. Darrell Hallenbeck
- Scritto da: Jackson Gillis

### Trama
- Guest star: Geoffrey Holder (Mayko), Robert DoQui (Charlie), Ed Bakey (Prince), Peter Whitney (Mulvaney)

## Trek to Terror
- Prima televisiva: 9 febbraio 1968
- Diretto da: Barry Shear
- Scritto da: Lee Erwin

### Trama
- Guest star: Michael Ansara (Regis), Booker Bradshaw (dottor Kenny), Gregg Palmer (Haines), Albert Popwell (Lounga), John Pickard (Elson)

## End of a Challenge
- Prima televisiva: 16 febbraio 1968
- Diretto da: Barry Shear
- Scritto da: Richard Landau

### Trama
- Guest star: Woody Strode (Bangu), Pedro Gonzales Gonzales (Sebastian), Pepe Brown (Ubi), Henry Jones (Leech), Chill Wills (Montrose)

## Jungle Ransom
- Prima televisiva: 23 febbraio 1968
- Diretto da: Barry Shear
- Scritto da: Richard Shapiro, Esther Shapiro

### Trama
- Guest star: Jacques Aubuchon (capitano), Fernando Lamas (Ramon Cortinez), Barbara Bouchet (Phyllis Fraser), Jack Hogan (Larry Fraser), Ted Cassidy (Sampson)

## Four O'Clock Army (1)
- Prima televisiva: 1º marzo 1968
- Diretto da: Alex Nicol
- Scritto da: Carey Wilber

### Trama
- Guest star: Bruce Gordon (Moussa), Guy Edwards (Samuel), Bernie Hamilton (Chaka), Julie Harris (Charity Jones), Phil Posner (Hassan), Ben Wright (commissario), Maurice Evans (Sir Basil Bertram)

## Four O'Clock Army (2)
- Prima televisiva: 8 marzo 1968
- Diretto da: Alex Nicol
- Scritto da: Carey Wilber

### Trama
- Guest star: Bruce Gordon (Moussa), Guy Edwards (Samuel), Bernie Hamilton (Chaka), Julie Harris (Charity Jones), Phil Posner (Hassan), Maurice Evans (Sir Basil Bertram)

## Rendezvous for Revenge
- Prima televisiva: 15 marzo 1968
- Diretto da: William Witney
- Scritto da: Richard Landau

### Trama
- Guest star: Laraine Stephens (Doria Burton), Terry Wilson (Claude), Booth Colman (commissario Lacing), Don Knight (Odgers), Maria Judelson (dottore), John Vernon (Dan Burton)

## Alex the Great
- Prima televisiva: 22 marzo 1968
- Diretto da: Barry Shear
- Scritto da: Richard Shapiro, Esther Shapiro

### Trama
- Guest star: Neville Brand (Alex Spence), Jim Shayne (Shamir), Diahn Williams (Stacy Wells), Dick Crockett (Yuseff), Michael Dunn (Mr. Chin), Read Morgan (Hamud)

## Trina
- Prima televisiva: 5 aprile 1968
- Diretto da: Harmon Jones
- Scritto da: Milton S. Gelman

### Trama
- Guest star: Rob Monk (Doggu), Roy Glenn (Bokunetsi), Susan Howard (Gloria), Susan Trustman (Maggie), Barbara Hancock (Minette), Barbara Moore (Edith), Marianne Gordon (Marguerite), Sharon Harvey (Noreen), Nehemiah Persoff (Chembe Kunja), Stacey Gregg (Trina McKenzie), Suzie Kaye (Maxine)